# Basket-Hall (Krasnodar)
La Basket-Hall (in russo Баскет-холл?) è un palazzo dello sport polivalente situato nella città di Krasnodar. Fa parte di un complesso in costruzione chiamato "Città dello Sport", in cui sarà possibile organizzare gare di oltre 20 sport olimpici.
È la sede delle partite casalinghe del Lokomotiv Kuban.
Oltre agli eventi sportivi può ospitare concerti, mostre, fiere ed altri eventi pubblici.
Il complesso edilizio è costituito da due grandi volumi: quello dell'arena principale ed una sala più piccola che può contenere 1500 spettatori.